# Łącko (województwo kujawsko-pomorskie)
Łącko – wieś w Polsce, położona w województwie kujawsko-pomorskim, w powiecie inowrocławskim, w gminie Pakość.

## Podział administracyjny

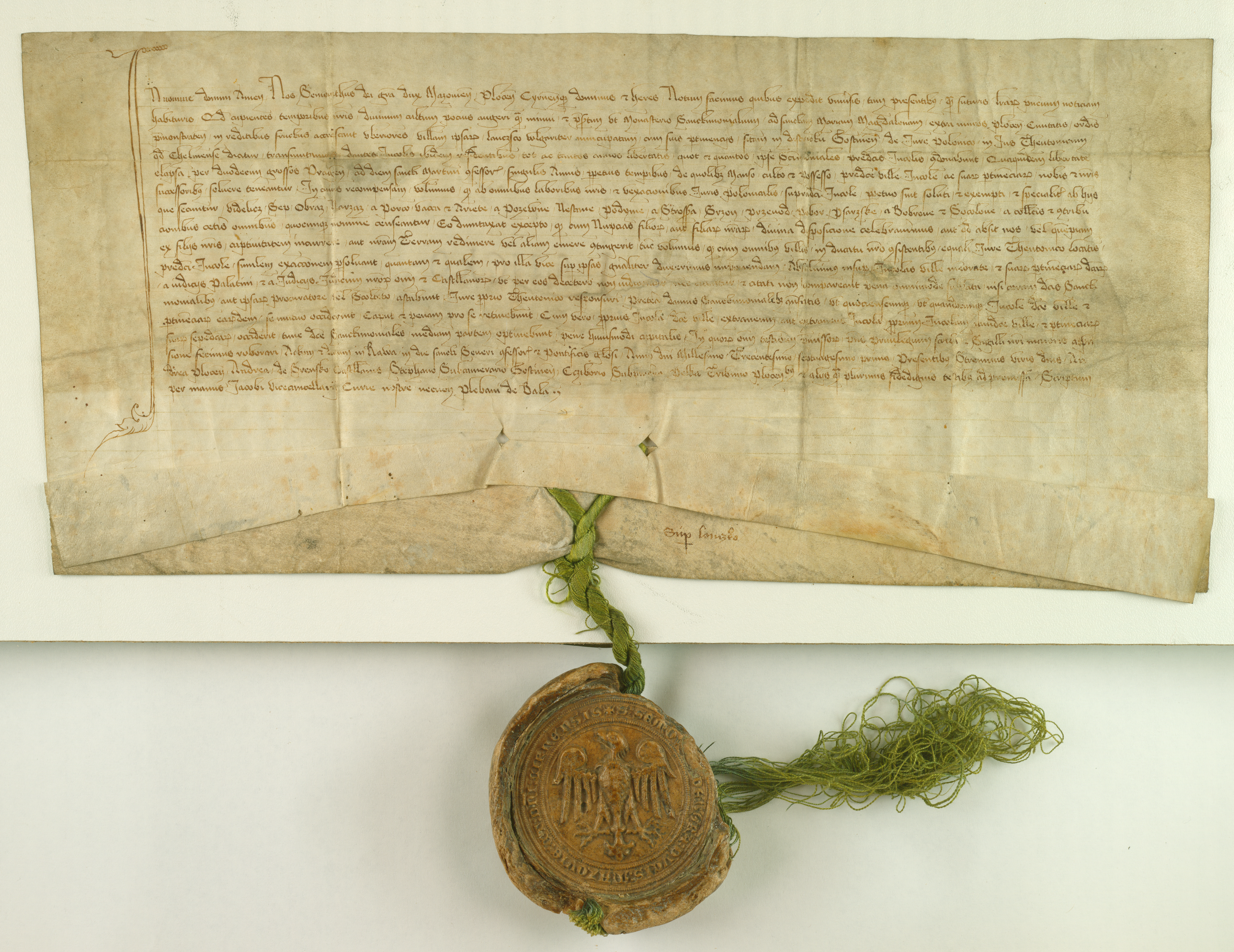
Siemowit III, książę mazowiecki, przenosi z prawa polskiego na prawo chełmińskie wieś Łącko (1371).

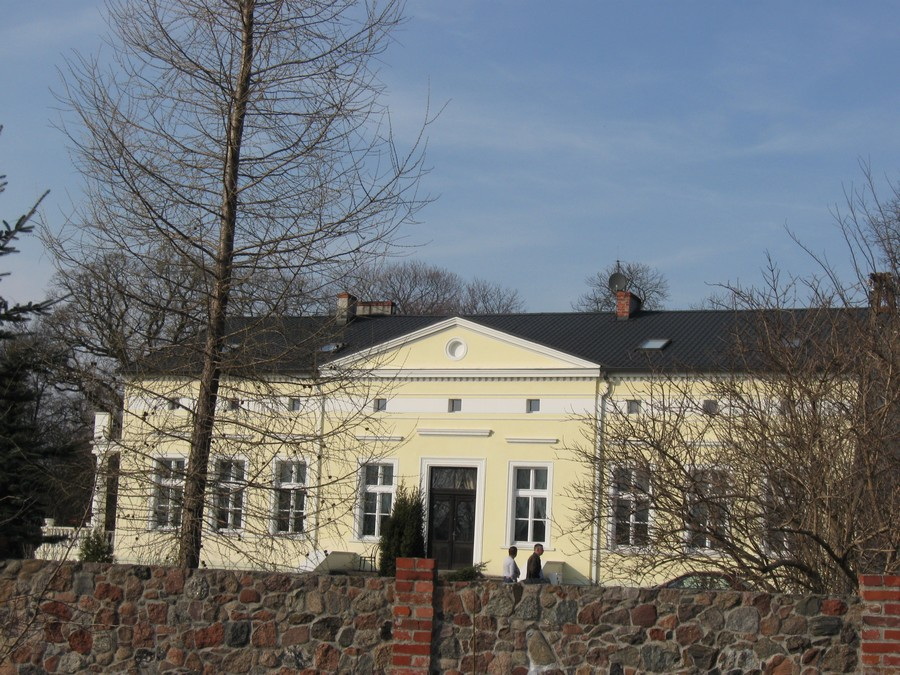
Dwór w Łącku (widok od strony ogrodu)

W latach 1975–1998 miejscowość administracyjnie należała do województwa bydgoskiego.

## Demografia
Według Narodowego Spisu Powszechnego (III 2011 r.) wieś liczyła 214 mieszkańców. Jest siódmą co do wielkości miejscowością gminy Pakość.

## Historia
Wieś powstała przed 1230 rokiem jako Lanschsco należące do biskupa włocławskiego.

## Zabytki i pomniki przyrody
Według rejestru zabytków NID na listę zabytków wpisany jest zespół dworski z XIX/XX w., nr rej.: A/440/1-2 z 11.04.1995:
- dwór, k. XIX w.
- park, XIX/XX w.

W latach 1828–1946 Łącko należało do rodziny Roemerów, po których pozostał zespół dworski z 4. ćwierci XIX wieku z parkiem krajobrazowym. Na terenie parku zachowały się aleje lipowa, kasztanowa i brzozowa. Za pomnik przyrody uznane są cztery dęby łąckie szypułkowe na półwyspie liczące 300-400 lat, ponadto dąb szypułkowy o obwodzie w pierśnicy 330 cm, rosnący w parku podworskim.

## Struktura gruntów
Powierzchnia ogólna sołectwa to 529,8 ha; w tym: gruntów ornych 224,2 ha; łąk 75,1 ha; lasów 164,1 ha (największy kompleks leśny w Gminie Pakość); wód 6,2 ha oraz nieużytków 13,6 ha. Na terenie kompleksu leśnego w 2004 r. ustanowiono 6 użytków ekologicznych. Wszystkie one są bagnami o powierzchni od 0,27 do 4,71 ha.